# 一番食品
一番食品株式会社（いちばんしょくひん）は、福岡県飯塚市に本社を持つ調味料メーカー。主に企業向けの調味料、レトルト食品を製造販売している他、一般向けに調味料や健康食品の通信販売も行っている。
スローガンは「おいしい おつきあい」。

## 商品
和風つゆ「きわみ」
液体個包装のだしつゆ。小袋包装無菌充填システムで製造。化学調味料・保存料・着色料無添加。用途はめんつゆ、そばつゆ、素麺つゆや揚げだし豆腐、煮物、炒めものに使える万能調味料。
コラーゲンサイクル
スティックタイプのコラーゲンゼリー（健康美容食品）。１本にフィッシュコラーゲンを1,000ｍｇ配合
潤うしずく
液体ヒアルロン酸サプリメント。小袋包装無菌充填システムで製造。
炊き込みご飯の具
レトルト食品。舞茸ごはん、山菜ごはん、鶏肉ごはん、あさりごはん、ひじきごはんのシリーズ展開。
ラーメンスープ
小袋タイプ、業務用の商品形態。豚骨、みそ、醤油、塩、鶏白湯、貝だし、担々麺、煮干しラーメンをラインナップ。また、ご当地、ご当店の味の開発に強みを持ち、全国のラーメン店、製麺会社へオリジナルスープを供給。
ほかに、ドレッシング、和風あんかけ、だしパック、パスタソース、ぽん酢、中華調味料、朝鮮料理用調味料、パンスプレッド、スープなどを製造

## 技術
オーダーメイドの味づくり・・・ユーザーまたは企業の要望に応じた味の再現、レシピ開発を得意とする。
小袋包装無菌充填システム・・・保存料を添加せず長期保存が可能な、独自に開発した製造技術。クリーンルーム内で無菌包装資材を用い液体を充填することができる。第4回ものづくり日本大賞　優秀賞を受賞。

## 沿革
- 1959年（昭和34年） - 一番食品の前身、徳一食品研究所を創立。魚類よりイノシン酸を抽出し、「イノシックス」と名付け製造販売を行う。
- 1962年（昭和37年） - 一番食品有限会社設立。
- 1962年（昭和37年） - 大阪営業所開設、通産省産炭地域振興誘致企業第一号として本社を飯塚市伊川485番地に移転、併せて本社工場建設。
- 1963年（昭和38年） - 株式会社に組織変更、東京営業所開設。
- 1964年（昭和39年） - 仙台営業所開設。
- 1966年（昭和41年） - 札幌営業所開設、本社社屋新築落成。
- 1968年（昭和43年） - 中・四国営業所開設。
- 1978年（昭和53年） - 飯塚市伊川1115番地に新社屋及び本社工場完成統合移転。
- 1980年（昭和55年） - 業務用専門工場としてレストワン株式会社設立。
- 1989年（平成元年） - 本社新工場新築落成。
- 1991年（平成3年） - レトルト食品工場(A-one工場)落成。
- 1996年（平成8年） - 一番食品株式会社関東美野里工場完成。関東物流センターとして稼働、本社西工場完成。本社クリエイティブセンター(研究開発センター・事務管理棟)落成。
- 1999年（平成11年） - 一番食品株式会社物流倉庫を開設、大阪クリエイティブセンター開設。
- 2000年（平成12年） - 名古屋営業所開設。
- 2002年（平成14年） - 関東美野里工場増築。
- 2004年（平成16年） -関連会社レストワン株式会社を吸収合併。
- 2017年（平成29年） -本社工場落成。

## 事業所
- 本社 - 福岡県飯塚市伊川1115番地
- 営業所
  - 西日本ブロック - 福岡県飯塚市伊川1115番地
  - 大阪営業所 - 大阪市住吉区南住吉4丁目11番26号
  - 名古屋営業所 - 名古屋市東区山口町5番4号
  - 東京営業所 - 東京都目黒区東山3丁目12番2号
  - 仙台営業所 - 仙台市若林区二軒茶屋2番1号
  - 札幌営業所 - 札幌市豊平区平岸5条6丁目5番12号
  - 海外事業課 - 福岡県飯塚市伊川1115番地
- 工場
- 本社工場 -　福岡県飯塚市伊川663番1号
  - A-one工場 - 福岡県飯塚市伊川684番1号
  - 関東美野里工場 - 茨城県小美玉市柴高748番1号